# Первая тихоокеанская война
Первая тихоокеанская война (исп. Primera Guerra del Pacífico) — серия прибрежных и морских сражений между Испанией и её бывшими колониями Перу, Чили, Эквадор и Боливия с 1864 по 1871 год. Война стала последней попыткой Испании восстановить свою колониальную империю в Южной Америке, утраченную к 1825 году. Конфликт начался с захвата испанской эскадрой 14 апреля 1864 года островов Чинча, юридически прекратился 11 апреля 1871 года с подписанием в Вашингтоне официального перемирия между Испанией, Перу, Чили, Боливией и Эквадором. После подписания ряда мирных договоров последняя точка была поставлена договором между Испанией и Эквадором 8 января 1885 года, хотя активные военные действия прекратились гораздо раньше, в середине 1866 года.

## Перуанский вопрос
Конфликт имел и скрытые, и явные причины. К скрытым причинам можно отнести надежды определённых политических кругов Испании на возвращение утраченного контроля над бывшими колониями в Южной Америке; стремление Испании завладеть богатыми залежами гуано на перуанских островах; желание заставить Перу рассчитаться по долгам, оставшимся с колониальных времён; перуанскую политику тех лет, подталкивавшую правительство Перу к активным и не всегда обдуманным действиям на международной арене.
К явным причинам относят отсутствие прогресса в отношениях между двумя странами — Испания не признавала независимость Перу и не поддерживала с ним дипломатических отношений. Также сыграли свою роль непреклонность сторон в вопросах достоинства и чести, как личных, так и национальных; налоговая политика европейских держав по отношению к латиноамериканским государствам; удивительная живучесть чувств неприятия и враждебности, порождённых войной за независимость (1820−1824).
Было сделано несколько попыток наладить двусторонние отношения. Наиболее чувствительным всегда оставался вопрос адекватных компенсаций Испании со стороны Перу за последствия войны за независимость и проводившиеся после неё экспроприации и конфискации. Вопрос возник в связи с «Капитуляцией Аякучо», документом, подписанном Перу и Испанией по окончании войны за независимость. В «Капитуляции» Перу признавала свой долг перед Испанией, возникший в результате захвата средств испанской казны, находившихся на территории Перу. Эти обязательства были вновь подтверждены в августе 1831 и в сентябре 1853 года; за их признание выступали перуанские держатели испанских ценных бумаг и перуанцы, проживавшие в Испании.
Отношения осложнялись также инцидентом, произошедшим во время перуано-эквадорской войны (1857−1860), в ходе которой перуанский флот захватил испанское торговое судно. Судно не было возвращено Испании, несмотря на её протесты.

## Усиление Испании
В годы правления испанской королевы Изабеллы II (1833—1868) Испания пыталась восстановить военно-морской престиж страны, утерянный после Трафальгарского сражения. В развитие флота вкладывались огромные деньги, и к концу 1850-х годов Испания располагала четвёртым по размеру военным флотом в мире, состоящим из современных боевых кораблей. В его состав входили шесть бронированных фрегатов, одиннадцать фрегатов первого класса, двенадцать паровых корветов и десятки меньших кораблей. В испанской истории нечасто встречались периоды такого убедительного военно-морского могущества.
Несмотря на наличие серьёзных внутренних проблем, Испания пыталась снова стать колониальной державой. Полагаясь на флот, к 1860 году она приняла участие в нескольких военных кампаниях по всему миру. В период пребывания у власти кабинета Леопольдо О’Доннела Испания вела войну с Марокко (Тетуанская война), участвовала в конфликтах в Индокитае, Мексике и Доминиканской республике, которую оккупировала в 1861—1865 годах. Также Испания не оставляла намерений вернуть себе былое влияние в своих прежних владениях в Южной Америке.

## «Научная экспедиция»
В августе 1862 года из Кадиса в Америку отправилась эскадра испанских военных кораблей. Согласно официальным заявлениям, экспедиция должна была способствовать сближению Испании с латиноамериканскими государствами, а также произвести различные научные исследования в Тихом океане, в связи с чем это предприятие официально называлось «Испанская научная экспедиция». Эскадра состояла из кораблей «Ресолюсьон» (исп. Resolución, «Решительность»), «Триумф» (исп. Triumfo) и «Венседора» (исп. Vencedora, «Победоносная»), в заливе Ла-Плата к ним присоединилась «Ковадонга» (исп. Covadonga). Командовал экспедицией контр-адмирал Луис Эрнандес Пинсон, прямой потомок одного из братьев Пинсон, участвовавших в плаваниях Колумба.
Пинсон получил также приказ обеспечить поддержку действиям испанских дипломатических представителей. Ему было указано, что признание правительством независимости латиноамериканских государств означает также необходимость защиты интересов испанских подданных в этих государствах. Испанское общественное мнение считало Перу враждебным государством, и дипломатические представители, поддержанные «научной экспедицией», должны были действовать решительно в отношении любых злоупотреблений по отношению к подданным королевы.
Экспедиция посетила Рио-де-Жанейро, Монтевидео, Буэнос-Айрес и Вальпараисо и 10 июля 1863 года прибыла в Кальяо. Эскадра была встречена дружески и пробыла в Кальяо две недели, однако правительство Перу отказалось вести какие-либо официальные переговоры. 26 июля экспедиция отправилась дальше на север.

## Инцидент Таламбо
4 августа 1863 года на асьенде Таламбо в провинции Ламбайеке на севере Перу произошёл трагический инцидент — в стычке между испанскими иммигрантами и местными жителями погиб один испанский подданный, а ещё четверо получили ранения.
Когда известия об инциденте достигли Мадрида, испанская эскадра прервала своё плавание на север и вернулась в Кальяо 13 декабря 1863 года. Перуанское правительство снова отказалось контактировать с Пинсоном, и корабли ушли в Вальпараисо.
В Вальпараисо эскадра приняла на борт Эусебио Салазара-и-Масаредо, который был назначен испанским кабинетом специальным посланником для расследования событий на асиенде Таламбо. Он получил инструкции добиваться мирного урегулирования инцидента. В случае если он не будет принят правительством Перу, он должен был предъявить ультиматум и ожидать его принятия в течение тридцати часов; если же ультиматум оставался без ответа, он имел полномочия применить военную силу.
Прибыв в Кальяо 18 марта 1864 года, он попросил аудиенции у министра иностранных дел Рибейро для вручения верительных грамот. В документах говорилось, что Салазар-и-Масаредо имеет ранг Посланника-резидента в Боливии и Специального экстраординарного уполномоченного Испании в Перу (исп. Ministro Residente en Bolivia y Comisario Especial Extraordinario de España en el Perú), титулы, восходящие к колониальным временам. В ответном послании министр заявил, что ранг «уполномоченного» не соответствует принятым в международной дипломатии нормам. На это Салазар-и-Масаредо ответил пространным меморандумом, выдержанным в крайне резких тонах. Среди прочего, он предупреждал, что если правительство его не примет, он прибегнет к репрессалиям в ответ на любые акты насилия по отношению к испанским подданным. В свою очередь, правительство опубликовало манифест, в котором излагало свою точку зрения на инцидент и подтверждало своё намерение добиваться мирного урегулирования конфликта.

## Захват островов Чинча
14 апреля 1864 года, так и не предъявив ультиматум, как того требовали полученные Салазаром-и-Масаредо инструкции, испанская эскадра покинула рейд Кальяо и высадила десант на островах Чинча. Острова представляли огромную ценность для Перу — экспортные пошлины на добывавшееся на островах гуано составляли более 60 % доходов государственного бюджета страны. Перуанские рабочие были изгнаны с острова, находящиеся на рейде суда захвачены, и над островами был поднят испанский флаг.
Президент Перу, генерал Хуан Антонио Песет, был вынужден вступить в осторожные переговоры с испанцами; газеты тех лет критиковали его за нерешительность, называя «современным Атауальпой». Однако в тот момент перуанский флот находился в плачевном состоянии — в его составе были лишь фрегат «Амасонас» и шхуна «Тумбес-и-Лоа». Они не могли оказать испанской эскадре серьёзного сопротивления. Поэтому, желая выиграть время, Песет послал в Европу полковника Франсиско Болоньези Сервантеса для приобретения кораблей и вооружения. Результатом этой поездки была покупка кораблей «Уньон» (исп. Unión, «Союз»), «Америка», «Уаскар» (исп. Huáscar) и «Индепенденсиа» (исп. Independencia, «Независимость»); правда, последние два прибыли в Тихий океан уже после окончания военных действий.
Начатые Песетом переговоры потерпели крах. Тем временем испанская группировка была усилена кораблями «Рейна Бланка» (исп. Reina Blanca), «Беренгела» (исп. Berenguela), «Вилья де Мадрид» (исп. Villa de Madrid) и броненосцем «Нумансия» (исп. Numancia). Во главе эскадры встал прибывший с подкреплением из Испании вице-адмирал Хосе Мануэль Пареха, бывший морской министр Испании.
Боевые действия начались 25 января 1865 года: эскадра блокировала Кальяо и потребовала в течение 24 часов принять все условия испанцев.
Опасаясь худшего, Песет поспешил подписать договор Виванко—Пареха. Договор был подписан на борту корабля «Вилья де Мадрид» (Мануэль Игнасио Виванко представлял на переговорах перуанское правительство). В соответствии с договором Перу признавало испанского посланника Салазара-и-Масаредо и обязалось выплатить Испании 3 млн песо в качестве компенсации расходов; в обмен Испания возвращала Перу острова Чинча.

## Восстание и диктатура Прадо
Подписание соглашений вызвало в перуанском обществе бурю протестов. Конгресс отказался ратифицировать договор, а общественное мнение быстро склонялось от неприятия соглашений к неприятию самого правительства, его подписавшего. Отношение перуанского населения к испанцам стало крайне враждебным: 5 февраля имела место серия нападений на испанских моряков, сошедших на берег в Кальяо, в ходе которых несколько испанцев погибли.
Народное возмущение соглашениями Виванко—Пареха и преследованиями его противников вылилось в открытое восстание под руководством полковника Мариано Игнасио Прадо, вспыхнувшее 28 февраля 1865 года в Арекипе, на юге страны. К восстанию присоединились многие военные и гражданские лица со всей страны. В апреле в Чиклайо, на севере страны, поднял восстание полковник Хосе Балта, признавший лидерство Прадо. К концу июня к восстанию присоединилась большая часть перуанского флота. Армия повстанцев взяла Лиму 6 ноября 1865 года, после ожесточённого сражения, продолжавшегося целый день, в ходе которого обе стороны понесли тяжёлые потери. Песет продолжал сопротивление до 8 ноября, после чего с группой сторонников укрылся на британском корабле «Шируотер», стоявшем в порту Кальяо, и через несколько дней отправился на нём в Англию. 26 ноября Прадо был провозглашён диктатором Перу.

## Вступление в войну Чили
Тем временем антииспанские настроения начали усиливаться и в соседней Чили. Конечно, было очевидно, что Испания не имеет намерений снова завоёвывать свои бывшие колонии, для этого у неё не было ни сил, ни ресурсов, «поход в защиту чести» на Тихом океане лишь отвлекал внимание от внутренних проблем. Вполне понятно, однако, что испанская активность в Мексике, Санто-Доминго и Перу способствовала новому всплеску таких подозрений в латиноамериканских государствах.
Отношения Чили с Перу никогда не были особо дружескими, однако настолько явное унижение, которому была подвергнута Перу со стороны бывшей метрополии, не могло не вызвать сочувствия; в Сантьяго прошли многочисленные антииспанские демонстрации. Когда испанский корабль «Венседора» зашёл в чилийский порт для пополнения запасов угля, президент Чили заявил, что нейтралитет страны не позволяет продавать военные материалы воюющим сторонам. Однако испанцы имели доказательства того, что Чили поставляет военные материалы и добровольцев Перу, и потому восприняли отказ снабжать углем их корабли как оскорбление. 17 сентября 1865 года, в День Независимости Чили, адмирал Пареха появился на рейде Вальпараисо на борту своего флагмана «Вилья де Мадрид» и потребовал от чилийской стороны извинений, выплаты компенсации, снятия эмбарго, и салюта испанскому флагу из 21 орудия. Чилийское правительство отказалось подчиниться испанским требованиям, и 22 сентября Пареха объявил о блокаде морского побережья Чили. В ответ на этот враждебный акт президент Чили Хосе Хоакин Перес 25 сентября объявил войну Испании.
К моменту, когда Прадо начал переговоры об антииспанском альянсе с представителями Чили, Боливии и Эквадора, чилийцам уже удалось нанести испанцам унизительное поражение: 26 ноября 1865 года в морском сражении при Папудо чилийский корвет «Эсмеральда» захватил испанскую шхуну «Ковадонга». После этого события адмирал Пареха покончил с собой, а командование эскадрой принял Касто Мендес Нуньес, командир «Нумансии».

## Совместные военные действия
5 декабря 1865 года Перу и Чили заключили военный альянс против Испании, к которому позже присоединились Эквадор (30 января 1866 г.) и Боливия (22 марта 1866 г.). 14 декабря 1865 года Прадо денонсировал договор Виванко—Парехо и объявил войну Испании. В результате всё Тихоокеанское побережье Южной Америки, кроме Колумбии, оказалось закрытым для испанского флота. Это сделало для испанцев крайне затруднительным пополнение необходимых запасов — как провизии и воды, так и угля.
В этот момент основной задачей флота была деблокада чилийских портов. С этой целью перуанские корабли «Амасонас» и «Апуримак» ещё 3 декабря отправились на юг, к островку Абтао, на котором располагалась чилийская военно-морская база и судостроительная верфь. Островок располагался в глубине архипелага и был окружён многочисленным рифами и мелями, затруднявшими маневрирование. Там к перуанским кораблям присоединились чилийский корвет «Эсмеральда», шхуна «Ковадонга» (захваченная у испанцев в сражении при Папудо) и паровой транспорт «Майпу». В середине января из Европы подошли закупленные во Франции перуанские корветы «Америка» и «Уньон». 7 февраля 1866 года состоялось морское сражение при Абтао, которое не принесло победы ни одной из сторон, но в которой испанские корабли были вынуждены отступить.
31 марта 1866 года испанская эскадра обстреляла чилийский порт Вальпараисо в отместку за захват «Ковадонги» и сопротивление при Абтао. Вальпараисо не был укреплён и не смог оказать испанцам сопротивления. Испанцы причинили в Вальпараисо большие разрушения, в том числе в результате возникших в городе пожаров. Человеческих жертв удалось избежать, потому что население города, предупрежденное заранее, покинуло свои дома. Однако, в результате обстрела главной чилийской гавани была уничтожена значительная часть торгового флота Чили — 33 судна. После бомбардировки Вальпараисо испанские корабли отплыли в Кальяо.
Тем временем в Кальяо перуанское правительство развернуло приготовления к обороне города. На стратегических высотах были размещены около пятидесяти орудий, в том числе и на случай нападения с тыла. Всё мужское население Кальяо и Лимы было мобилизовано, из детей и подростков формировались пожарные и санитарные команды. Все, кто не был способен держать оружие, были эвакуированы.
26 апреля испанские корабли прибыли к острову Сан-Лоренсо и 27 апреля объявили о намерении бомбардировать Кальяо. 2 мая состоялось сражение при Кальяо, продолжавшееся весь день, в ходе которого испанские корабли получили тяжелейшие повреждения и понесли значительные людские потери. Испанская эскадра отошла к острову Сан-Лоренсо. На островах испанцы в течение нескольких дней производили ремонт повреждённых кораблей и оказывали помощь раненым. 10 мая испанские корабли покинули Тихий океан и ушли обратно в Европу.
В июне к берегам Южной Америки подошли два броненосца, приобретённые перуанским правительством во Франции, что изменило перевес сил в пользу антииспанской коалиции. На волне эйфории от побед над испанским флотом, военные круги Перу всерьёз рассматривали идею о переносе военных действий в Азию. Генеральный штаб Перу принялся за разработку операции по высадке морского десанта и захвату Филиппин — испанской колонии на противоположной стороне Тихого океана. Для осуществления операции перуанское правительство наняло бывшего морского офицера ВМС Конфедеративных штатов Америки Джона Рэндолфа Такера. Однако, решение поставить командующим над флотом североамериканца было встречено с возмущением боевыми офицерами ВМС Перу. В результате их противодействия, а также из-за угрозы возврата испанского флота, который в это время вновь подходил к Южной Америке со стороны Атлантического океана, операция по высадке перуанского десанта на Филиппины была отложена на неопределённое время. После сражения у Кальяо никаких активных боевых действий сторонами больше не предпринималось.

## Результаты
11 апреля 1871 года в столице США, Вашингтоне, между антииспанской коалицией (Перу, Чили, Боливия, Эквадор) и Испанией было подписано перемирие. Последняя точка в этой войне была поставлена в январе 1885 г., то есть спустя два десятилетия после её начала, когда был заключён окончательный мирный договор между Испанией и Эквадором. Согласно подписанным мирным договорам сохранялся довоенный статус-кво, что формально означало ничейный результат в конфликте. Однако, де-факто победа осталась за южноамериканской коалицией, так как бывшим испанским колониям удалось повторно отстоять своё право на независимое политическое существование. Тихоокеанская война показала бесперспективность новых имперских устремлений Испании и «стала очередным гвоздём в крышку гроба испанской колониальной империи, последний из которых будет вколочен спустя 30 лет, в результате поражения в войне с США».